# Overijse
Overijse és un municipi belga de la província de Brabant Flamenc a la regió de Flandes. Està compost pels nuclis d'Overijse, Jezus-Eik, Maleizen, Eizer, Overijse, Terlanen i Tombeek.
El nom prové del riu IJse que rega el municipi, amb el prefix Over que significa «damunt» per a diferenciar-lo de Neerijse, o «IJse d'avall», un nucli d'Huldenberg.

## Agermanaments

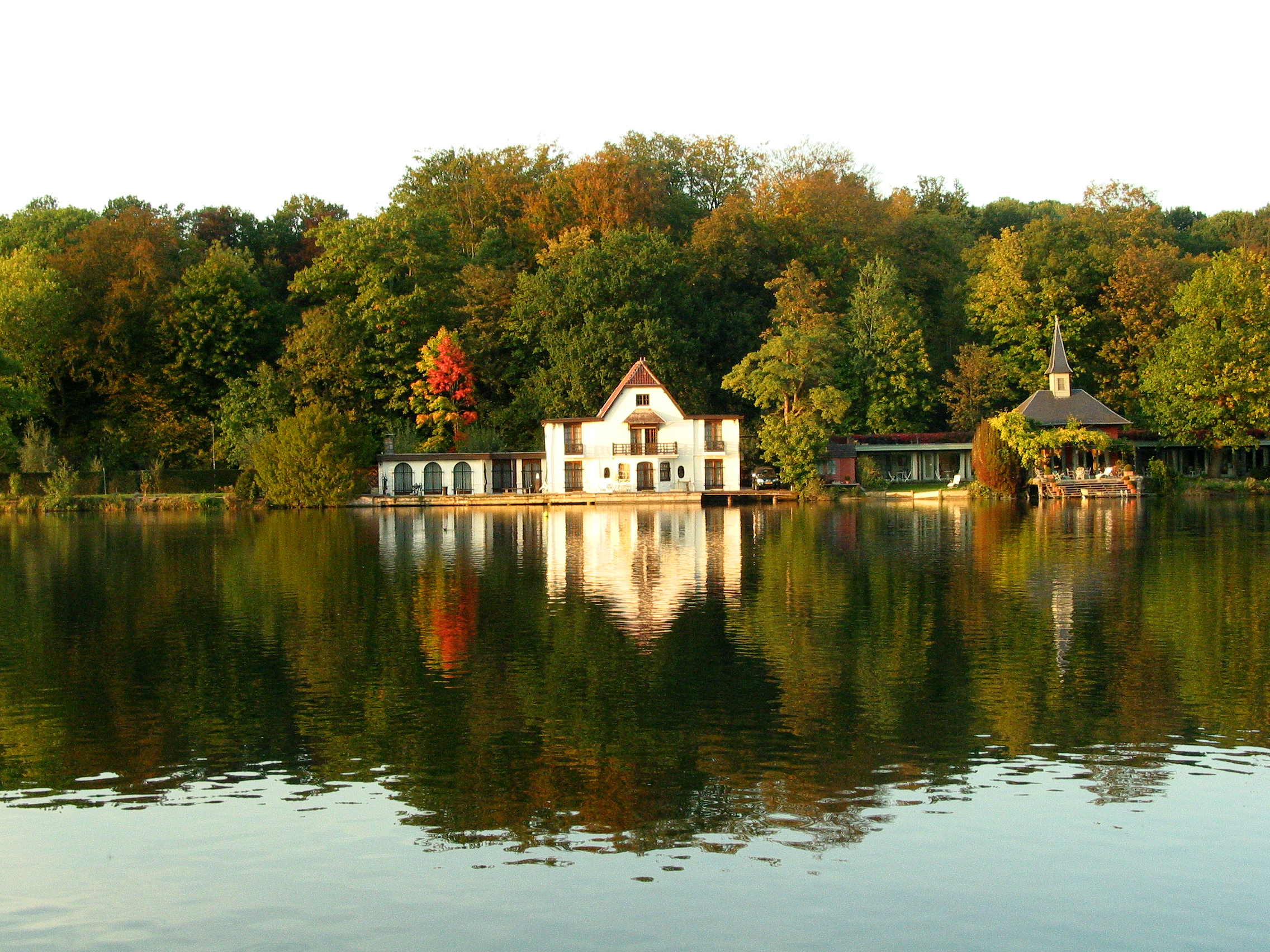
El llac

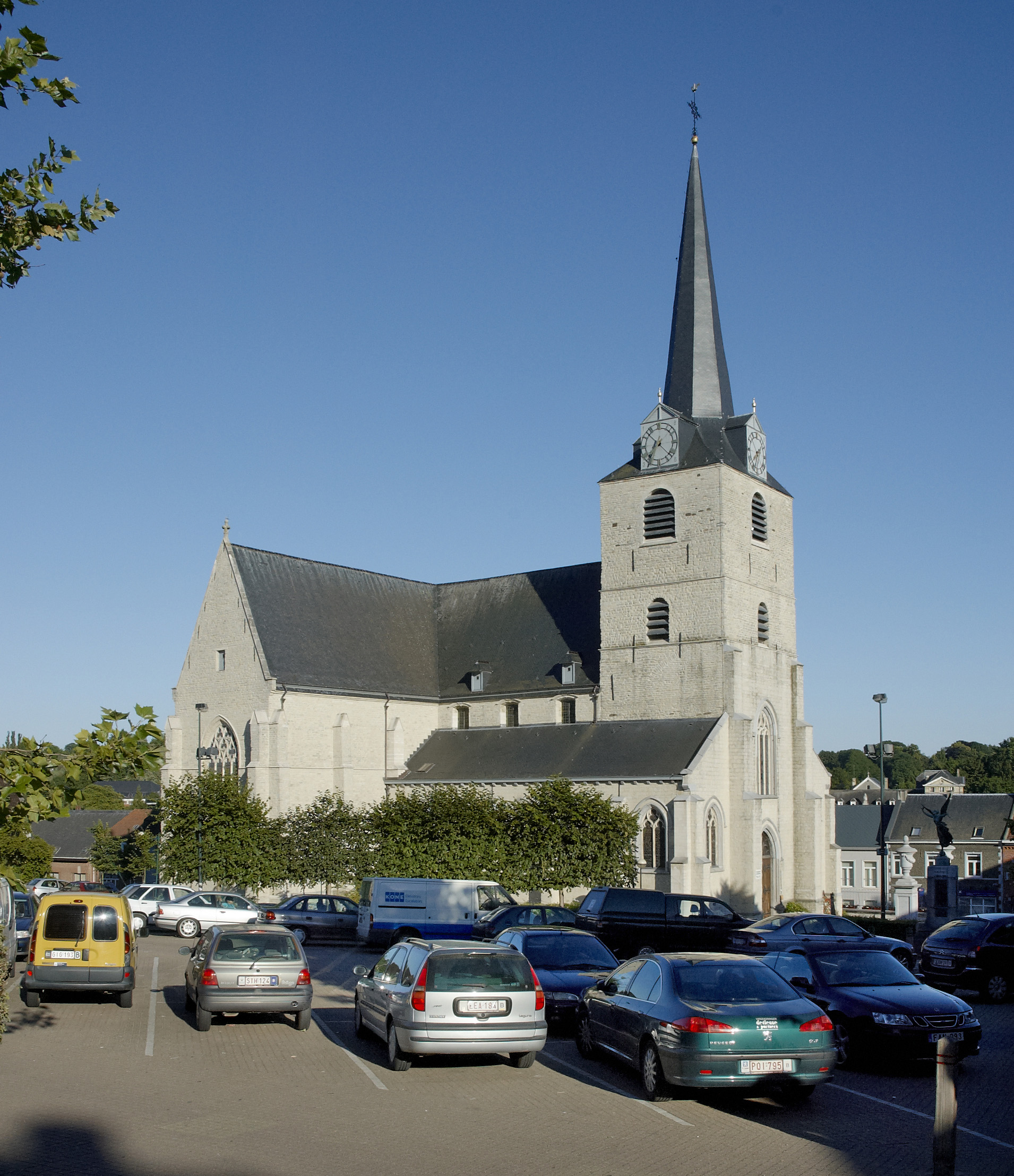
L'església de Sant Martí (Sint-Maarten)

- Bacharach
- Bruttig-Fankel
- Lecco
- Mâcon
- Modra

## Persones
- Justus Lipsius (1547-1606), filòleg i historiador